# Gubinsko Jezero
Gubinsko Jezero är en sjö i Bosnien och Hercegovina.   Den ligger i entiteten Federationen Bosnien och Hercegovina, i den västra delen av landet, 130 km väster om huvudstaden Sarajevo. Gubinsko Jezero ligger 707 meter över havet.
Omgivningarna runt Gubinsko Jezero är en mosaik av jordbruksmark och naturlig växtlighet. Runt Gubinsko Jezero är det ganska tätbefolkat, med 93 invånare per kvadratkilometer.